# Aldo Buti
Aldo Buti (Calenzano, ...) è un costumista e scenografo italiano, candidato ai principali premi italiani del cinema e vincitore di cinque biglietti d'oro AGIS nel teatro.

## Biografia
Nato in una famiglia della borghesia toscana, ha una sorella minore. Frequenta il liceo artistico di Firenze, avendo come insegnante di materie umanistiche la futura attrice Lucia Poli, che colpita dalla sua capacità nel disegno lo presenta al regista d'avanguardia Donato Sannini che gli propone una collaborazione per un suo spettacolo teatrale. Conosce quindi la cerchia artistica che ruota intorno al regista, come Roberto Benigni e Carlo Monni. Sempre col supporto della Poli conosce Anna Anni di cui diventa per cinque anni assistente, trasferendosi però contemporaneamente a Roma. In quegli anni si perfeziona collaborando anche con Piero Tosi.
Costumista e scenografo, lavora nel cinema ma il suo impegno primo è nel teatro, collaborando con registi che si dedicano alle tournée nazionali come Mauro Bolognini.

## Filmografia

### Cinema

#### Costumista
- Vizi privati, pubbliche virtù, regia di Miklós Jancsó (1976)
- La venexiana, regia di Mauro Bolognini (1986)
- Il piccolo diavolo, regia di Roberto Benigni (1988)
- La maschera, regia di Fiorella Infascelli (1988)
- Zuppa di pesce, regia di Fiorella Infascelli (1992)
- La seconda moglie, regia di Ugo Chiti (1998)
- Lucignolo, regia di Massimo Ceccherini (1999)

#### Scenografo
- Andata e ritorno, regia di Alessandro Paci (2003)
- Puccini e la fanciulla, regia di Paolo Benvenuti (2008)

### Televisione
- La Certosa di Parma, regia di Mauro Bolognini (1982)
- Gli indifferenti, regia di Mauro Bolognini (1988)
- La montagna dei diamanti (Mountain of Diamonds), regia di Jeannot Szwarc (1991)
- La famiglia Ricordi, regia di Mauro Bolognini (1995)

## Premi e riconoscimenti
- David di Donatello
  - 1986 - Candidatura ai migliori costumi per La venexiana

- Nastro d'argento
  - 1986 - Candidatura ai migliori costumi per La venexiana
  - 1999 - Candidatura ai migliori costumi per La seconda moglie
  - 2010 - Candidatura ai migliori costumi per Puccini e la fanciulla

- Ciak d'oro
  - 1986[3] - Candidatura ai migliori costumi per La venexiana
  - 1989[3] - Candidato ai migliori costumi per La maschera